# Victor/Victoria (musical)
Victor/Victoria és un musical amb llibret de Blake Edwards, música de Henry Mancini, lletres de Leslie Bricusse i música i lletres addicionals de Frank Wildhorn. Està basat en la pel·lícula homònima de 1982.
Mancini va morir abans que pogués completar la música, i Wildhorn va entrar al projecte per acabar la banda sonora. La producció original de Broadway de 1995 aixecà certa controvèrsia quan l'estrella de l'espectacle, Julie Andrews, declinà la nominació al Premi Tony.

## Sinopsi
Carroll Todd ("Toddy" per als amics) és un poc convincent empleat del club gai de Henri Labisse, "Chez Lui". Toddy i Els Boys entretenen al petit però apreciatiu públic. (Paris by Night). Toddy insulta un grup de clients, entre els quals hi ha el seu ex–novio, Richard. Labisse amenaça d'acomiadar-lo allà mateix.
Una pobre soprano anglesa, Victoria Grant, intenta fer una audició per a Labisse sense tenir èxit. Toddy intenta ajudar-la, però Labisse la rebutja i acomiada a Toddy. Toddy agafa afecte de Victoria, i li ofereix protegir-la de la freda nit al seu tronat apartament. Victoria i Toddy es converteixen al moment en íntims i confidents. Toddy desitja per la seva banda ser una dona com Victoria, mentre que Victoria creu que ser un home té molts més avantatges. ( If I Were a Man)
Richard, l'ex–novio, arriba inesperadament al pis de Toddy a recollir les seves coses. Victoria porta posat un dels seus pijames i un barret. Richard erròniament pensa que és el nou xicot de Toddy i l'insulta. Victoria agafa a Richard i el colpeja fins a fer-lo fora. Toddy queda impressionat: Richard s'ha pensat que Victoria era un home! I al moment la inspiració colpeja Toddy: Victoria podria ser un home: el transformista més gran d'Europa! Victoria opina que Toddy és ben boig. Toddy exposa els seus arguments, i imagina un Compte Víctor Grazinsky – un aristòcrata polonès gai i nou amant de Toddy ( Trust Me ). "Funcionarà!", assegura a Victoria. "No!", replica Victoria. Mai no acceptaran una dona pretendre ser un home que pretén ser una dona! "Saben que és de fals!" "Exacte!", diu Toddy. "Saben que ell és fals!"
Toddy arrossega a Victoria a trobar-se amb André Cassell, el principal empresari de Paris, qui dubta del "Compte Víctor Grazinsky" fins que el sent cantar. "Víctor" entra immediatament al negoci.
"Le Jazz Hot!" introdueix Víctor a la societat de París. La seva actuació fa d'ell l'Estrella Gai de París. L'únic que dubta de l'autenticitat de Víctor és un fogós home de negocis/gàngster americà, King Marchan, que està de visita a París amb la seva estrident parella, Norma, i el seu fidel guardaespatlles, Squash. King està convençut que Víctor és una dona, i determina provar-ho. A la festa d'estrena de Cassell per Víctor, King convida a Víctor a ballar un tango amb Norma, esperant provar així la seva opinió. (The Tango ). El tango de Víctor és sensacional. Norma queda extasiada. King queda estranyat i comença a dubtar de si mateix. Troba a Víctor atractiva com a dona... però què si realment és un home?
Per una mala coincidència, K, Norma i Squash ocupen la suite paret amb paret a la dels triomfadors Toddy i Víctor. Norma intenta seduir a King ( Paris Makes Me Horny ), però l'únic que n'aconsegueix és fer-lo impotent. A la porta del costat, Victoria es lamenta a Toddy que creu que en King podria haver trobat l'home dels seus somnis, però alhora està intentant convèncer-lo que és un home, també! ( Crazy World )
Segon Acte
Víctor segueix conquerint tot el públic de París. ( Louis Says ). Norma es queixa a Víctor i a Toddy que King l'està embarcant cap a Chicago perquè s'ha encapritxat de Víctor – un home!
King confronta els seus dubtes sobre si mateix i Víctor ( King's Dilemma ). És possible que ell, King, s'estigui enamorant d'un home? Convida a Víctor i a Toddy a sopar i a intentar esbrinar-ho. Després de sopar, visiten "Chez Lui", on Labisse té sospites que Víctor és una dona. La convida a cantar. Víctor/Toddy ho fan ( You & Me). El grup de Richard arriba sorollosament a mitja cançó. Víctor colpeja a Richard i una baralla comença al club. La policia arriba. Fora ja del club, King diu que tant li fa si Víctor és un home, i el besa. Victoria admet que no és un home. King diu que encara tant li fa, i la besa de nou. ( Paris by Night (Reprise) ).
De tornada a l'hotel, Squash entra al dormitori de King i el troba al llit amb Víctor. Es disculpa profundament: "Ho sento, nois!". King intenta explicar-li. Squash admira King per haver sortit de l'armari, i deixa de gel al seu amo confessant que ell, també, és gai.
Victoria i King examinen els seus problemes potencials si es deixen veure públicament com a dos homes. No funcionaria ( Almost a Love Song)
De tornada a Chicago, Norma treballa a un night club (Chicago, Illinois). Informa al company gàngster de King, Sal Andretti, que King l'ha deixada per un home – i que està vivint a París amb un gai polonès. Sal queda sorprès i anuncia que tots marxen cap a Europa.
Dues setmanes més tard, Toddy i Squash són una feliç parella. No com King i Victoria, que són incapaços de ser vistos en parella en públic (Living in the Shadows). Victoria a Toddy que no vol ser més un home. Toddy ho entén. Cap dels dos ho vol.
Sal i l'encesa Norma arriben a París. King admet que s'estima "Víctor", mantenint el secret. Sal, enfadat, acaba la seva relació de negocis. Victoria es mostra a si mateixa com a dona a Norma, però Labisse, enfilat a la finestra, també ho veu. (Reprise: Vivint a les ombres) Norma queda sorpresa. Toddy li diu que no s'amoïni. És la darrera actuació de Víctor. ("Victor/Victoria"). Labisse intenta fer públic que és un frau. Toddy reemplaça a Victoria per a poder donar un final feliç a ambdues parelles, King i Victoria, i Toddy i Squash.

## Història
Després de 25 funcions prèvies, la producció de Broadway, dirigida per Edwards i coreografiada per Rob Marshall, estrenà el 25 d'octubre de 1995 al Marquis Theatre, on es representà en 734 funcions. El repartiment original incloïa a Julie Andrews (reprenent el seu paper a la pel·lícula), Tony Roberts, Michael Nouri, Rachel York, Richard B. Shull i Rob Ashford.
Quan Andrews va rebre l'única nominació de tota la producció als Premis Tony, va ocupar els titulars quan va dir "He cercat a la meva consciència i al meu cor i crec que no puc acceptar aquesta nominació", al creure que les nominacions havien deixat de banda tota la producció. L'incident estimulà les vendes d'entrades pel musical, i Andrews declinà la proposta d'actuar a la cerimònia de lliurament dels Tony, la qual va patir una mancança d'estrelles.
Durant les 4 setmanes de vacances de Julie Andrews a inicis de 1997, la seva substituta, Liza Minnelli es va perdre diverses funcions, al·legant problemes als genolls, tot i que alguns mesos després va ingressar ella mateixa en un centre de rehabilitació per superar les seves addiccions a les drogues i a l'alcohol. Això no obstant, un vídeo de l'espectacle gravat des del públic la mostra en plena forma, sense que aquests problemes es fessin aparents. Posteriorment, Andrews hauria de retirar-se de l'espectacle al desenvolupar problemes vocals. Va ser substituïda per Rachel Welch.
El 1995 es va emetre per televisió una actuació filmada en directe.

### Produccions internacionals
El 4 d'agost del 2005 va estrenar-se al Teatro Nacional de Santo Domingo (República Dominicana); amb Cecilia García com Victoria Grant i Freddy Beras Goico com Toddy. La producció de Santo Domingo va ser l'estrena mundial del musical en espanyol.
Poques setmanes després, el 28 de setembre del 2005, va estrenar-se al Teatro Coliseum de Madrid; dirigit per Jaime Azpilicueta amb Paloma San Basilio com Victoria Grant, Francisco Valladares com Toddy i Lorenzo Valverde com André Cassell. Les funcions van finalitzar el 16 d'abril del 2006, molt abans del que s'havia previst. Les exigències de Paloma San Basilio (qui s'apropià de cançons d'altres personatges o emprà un vestuari totalment inapropiat pel personatge) va llastrar el projecte, així com la relaxació en les formes dels gags, accentuant un humor fàcil davant del qual Edwards fugí.
El 9 de maig de 2006 va estrenar-se al Teatro El Nacional de Buenos Aires, Argentina. Estava protagonitzada per Valeria Lynch com Victoria Grant i Raúl Lavié com Toddy. L'estrena de "Victor Victoria" se celebrà el centenari del remodelat teatre.

## Cançons
| I Acte - Paris by Night – Toddy i Les Boys - If I Were a Man – Victoria - Trust Me (música de Frank Wildhorn) – Toddy i Victoria - Le Jazz Hot! – Victor i Cor - The Tango – Victor i Norma - Paris Makes Me Horny – Norma - Crazy World (substituïda per "Who Can I Tell?" durant les actuacions de Minnelli's) – Victoria | II Acte - Louis Says (música de Wildhorn) – Victor & Cor - King's Dilemma – King - Apache – Les Boys - You & Me – Toddy i Victor - Paris by Night (Reprise) – Cantant del carrer - Almost a Love Song – King i Victoria - Chicago, Illinois – Norma i The Girls - Living in the Shadows (música de Wildhorn) – Victoria - Victor/Victoria – Victoria, Toddy & Companyia |

## Premis i nominacions

### Producció original de Broadway
| Any  | Premi            | Categoria                                         | nominat       | Resultat            |
| ---- | ---------------- | ------------------------------------------------- | ------------- | ------------------- |
| 1996 | Premi Tony       | Millor Actriu Protagonista de Musical             | Julie Andrews | nominació declinada |
| 1996 | Premi Drama Desk | Actriu Més Destacada en un Musical                | Julie Andrews | GUANYADORA          |
| 1996 | Premi Drama Desk | Actriu de Repartiment Més Destacada en un Musical | Rachel York   | GUANYADORA          |
| 1996 | Premi Drama Desk | Escenografia Més Destacada                        | Robin Wagner  | nominat             |